# Futuro-gamy i futuro-pejzaże
Futuro-gamy i futuro-pejzaże – tom poetycki Stanisława Młodożeńca z 1934.
Tom składa się z trzech części. I i II część zawiera utwory z lat 1918-1922 publikowane w jednodniówkach i czasopismach („Formiści”, „Reflektor”, „Zwrotnica”), zaś część III – z lat 1932-1933. Stylistykę tomu stanowi połączenie futurystycznych eksperymentów językowych z tradycjami folklorystycznymi. W wierszach pojawiają się motywy aktywistyczne, pacyfistyczne, egzotyczne, zabawy językowe z elementami pastiszu (wzorowane na utworach ludowych czy dziecięcych wyliczankach).